# Gera Mihály
Gera Mihály (Budapest, 1931. október 26. – Budapest, 2014. május 7.) újságíró, fotográfiai szakíró, kép- és tördelőszerkesztő.

## Életpályája
Édesapja lakatossegéd volt, édesanyja háztartásbeli. A budapesti Fáy András Gimnáziumban érettségizett, majd az ELTE Nyelv- és Irodalomtudományi Karán folytatta tanulmányait, előbb könyvtár-magyar, később újságíró–magyar szakon. Négy év után a Ludas Matyi belső munkatársa lett. 1957-ben a forradalom alatt megjelent írásai miatt felmondtak neki. Rövid ideig vásározó kiskereskedő volt, kevés sikerrel. Utána előadó a Magyar Vöröskereszt Országos Központjában, a propagandacsoportnál. Majd az Orvosegyetem című lap szerkesztőségébe került belső munkatársnak. Közben elvégezte az Újságíró Akadémia tördelő és képszerkesztő tanfolyamát, ott kezdett el a fotográfiával foglalkozni.
1965-től az idegen nyelvű Magyar Szemle tördelőszerkesztője, majd olvasószerkesztője, 1987-től az Új Tükör, 1990-től a Színházi Élet olvasószerkesztője, 1992–93-ban a Playboy magyar kiadásának vezetőszerkesztője.
Fotóval, főleg a kortárs magyar fotográfiával foglalkozó írásai 1972-től jelentek meg. 1975–1989 között a Fotóművészet egyik szerkesztője. 1977-től szakíró tagja a Magyar Fotóművészek Szövetségének. 1989–91-ben a Fotó című, havonta megjelenő szaklap felelős szerkesztője. 1985–89-ig a Fotóművészeti Galéria művészeti vezetője. 1982-től tíz éven át a Nagybaracskai Fotográfiai Alkotótelep művészeti vezetője.
2000–2003-ban a Magyar Fotográfusok Háza művészeti vezetőjeként, 1992–97-ben a Magyar Fotóművészek Szövetségének elnökeként tevékenykedett. 
1994–96-ban a Pelikán Kiadó, 1997–2003-ban az Interart Stúdió Kft., 2004-től a Folpress Kiadó főszerkesztője.
Közel két évtizeden át oktatta a fotósokat a Bálint György Újságíró Iskolában az általa megalkotott, „képolvasás” névre keresztelt tantárgyra.
A szaktanfolyam mellett a fényképek megértését, elemzését, népszerűsítését szolgálták fotográfiai tárgyú rovatai a Magyar Szemlében (Kérek egy képet!), az Új Tükörben (Új Tükör-kép, 1988–89), az Európában (Európai pillanat, 1991), az IPM-ben (1994–95), a Sine Morbóban (1997–2011). 2007-től 2011-ig a negyedévenként megjelenő Fotós Szem közölte írásait.
1990-től kezdődően száznál több albumot szerkesztett. Az általa életre hívott, a kortárs fotográfusokat bemutató Fényképtár sorozat harminc kötetet ért meg. Budapest nagy rajongójaként rendszeresen dolgozott a Városháza Kiadónak; szellemi gyermeke a különleges, Csak képek sorozat: három, CD-méretű kötet egy tokban, a múlt, a jelen és a jövő egy-egy alkotóját mutatta be (összesen kilenc „doboznyi” könyv jelent meg életében). Nagyszabású, háromszáz fotót tartalmazó albumot szerkesztett Gink Károly és Nagygyörgy Sándor életművéből. Szerkesztője volt többek között Friedmann Endre (A pillanatból élek), Balla Demeter (Legyen meg a te akaratod), Urbán Tamás (Fotóriportok), Fejér Ernő (Üzenőfüzet), Zaránd Gyula (Díszlépés), Keleti Éva (Oly távol és közel) és Schäffer Zsuzsa (Amerre én járok) albumainak is.

## Művei
- Gera Mihály–Tóth Péter: A mosoly. Janus, 1987. tavasz, III. évf., 3. szám
- Gera Mihály–Szabóky Zsolt: A Belváros. Képzőművészeti Kiadó, Budapest, 1988
- Gera Mihály: Fejér Ernő (Fényképtár 2.). Magyar Fotóművészek Szövetsége–Pelikán Kiadó, Budapest, 1996
- Gera Mihály: Rév Miklós (Fényképtár 5.). Intera Könyvkiadó, Budapest, 1997
- Gera Mihály: Gaál Zoltán (Fényképtár 6.). InterArt Stúdió Kft., Budapest, 1997
- Gera Mihály: Schwanner Endre (Fényképtár 7.). Intera Könyvek, Budapest, 1998
- Gera Mihály: Fuszenecker Ferenc (Fényképtár 9.). InterArt Stúdió Kft., Budapest, 1998
- Gera Mihály: Szalay Zoltán (Fényképtár 11.). InterArt Stúdió Kft., Budapest, 1999
- Gera Mihály: Lajos György. Árnyék nélkül (Fényképtár 19.). InterArt Stúdió Kft., Budapest, 2002
- Gera Mihály: Százszorkép. Az én fotógalériám. Interart Stúdió Kft., Budapest 2002
- Gera Mihály (szerk.): Gink Károly. 300 fénykép az életműből. Folpress Kiadó, Budapest, 2004
- Gera Mihály (szerk.): Nagygyörgy Sándor. 300 fénykép az életműből. Folpress Kiadó, Budapest, 2007
- Gera Mihály: Mi a fénykép? Amit harminchat év alatt megtudtam róla. Összegyűjtött írások, 1972–2008, I-II. Folpress Kiadó, Budapest, 2008
- Gera Mihály: Vándorbolt (Novellák és más írások, posztumusz). K.u.K. Kiadó, 2015

## Díjai, elismerései
- A Magyar Köztársasági Érdemrend kiskeresztje (1996)
- Budapestért díj (2004)
- Magyar Fotóművészek Szövetsége Életmű-díj (2006)
- Táncsics Mihály-díj (2009)
- MÚOSZ Aranytoll (2013)
- Balogh Rudolf-díj (2013)

## Idézetek
- „Szüleim kétkezi munkások voltak; első szellemi foglalkozású vagyok a családban. Hatéves koromban megtanultam olvasni, azóta minden lényeges kérdésre könyvekben keresem a választ. Így sokszor tévedtem zsákutcába. Erre a legsúlyosabb példa: olvasmányélményeim hatására lettem újságíró. Azt hittem, hivatás.” (2004-es önéletrajzából)
- „...leginkább mint Az Olvasó Ember fog megjelenni előttem. Amikor írt is (mennyire szerette a finom-papirosú füzeteket, a jó töltőtollakat!) – elsősorban is a fotográfiáról, fotográfusokról – az írásait-cikkeit-megnyitóit akár olvasónaplóként is lehetett/lehet értelmezni, hiszen szívesen szőtt idézeteket éppen aktuális olvasmányaiból az éppen aktuális mondanivalójába. Író-emberként is igazi olvasó-ember maradt, olyan, akit Szerb Antal így jellemzett: »Vannak, akik szórakozásból olvasnak, és vannak, akik műveltségüket akarják olvasmányaikkal gyarapítani, de én a harmadik olvasóra gondolok, arra, akinek az olvasás életfunkció és ellenállhatatlan kényszer – csak ez az igazi olvasó.« (Részlet Nádai Ferenc grafikus-tipográfusnak és jóbarátnak Gera Mihály temetésén elhangzott búcsúztatójából)
- „Gera Mihály a Fényképtár sorozatával, a Mai Manó Ház művészeti vezetésével – mintegy pályája elején – példás terhet vállalt. Jó sorsa engedje meg, hogy könyveinek száma vetekedjen életkorával – még soká lóbálja nagy táskáját, amiben soha nem lehet tudni, hoz-e, visz-e hozzánk-tőlünk valamit.” (Részlet Balla Demeter előszavából, a Gera Mihály 70. születésnapjára, a Fényképtár formátumában a Magyar Fotográfusok Háza meglepetésként készíttetett kiadványából)